# Bremische Münzen
Bremische Münzen gab es vom 11. Jahrhundert bis zum 1. Juli 1872. Hier behandelt sind auch die Reichsmünzen mit bremischem Bezug und das in Bremen ausgegebene Papier-Notgeld, nicht jedoch bremische Medaillen und auch nicht die Münzen des Reichsterritoriums Bremen-Verden als Nachfolger des Bremer Erzstifts.

## Geschichte

### Die mittelalterliche Münzprägung der Erzbischöfe

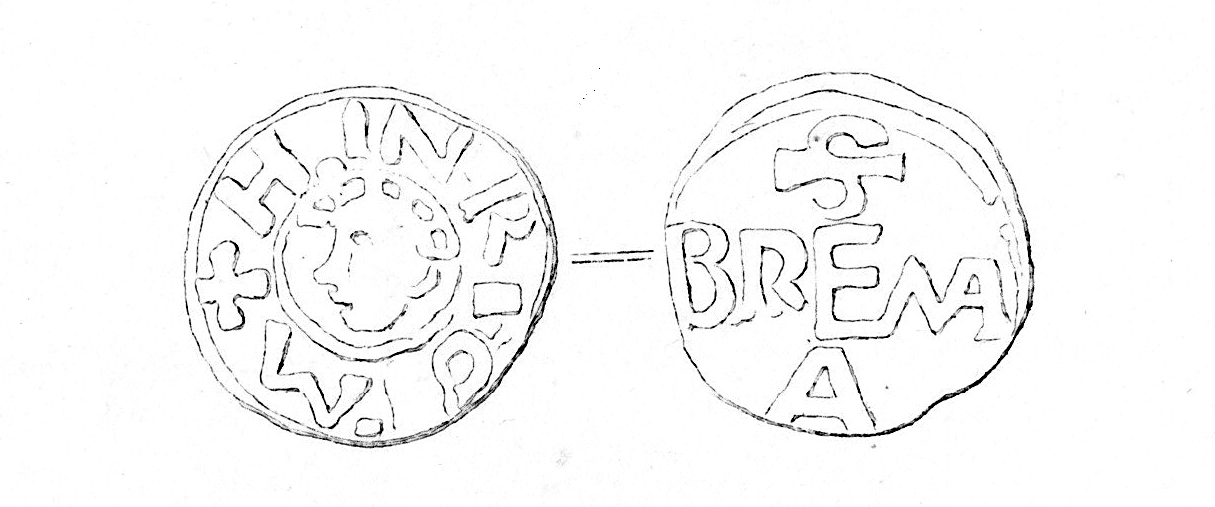
Bremer Pfennig. Vorderseite mit Kopf Kaiser Heinrichs II. (1014–1024). Rückseite S(ancta) BREMA A(grippinensis) nach Kölner Vorbild

Die Rolle des Erzbischofs als Territorialherr und seine geschichtliche Entwicklung vom Lehnsträger zum unabhängigen Landesfürsten, dessen wirtschaftliche Macht zunehmend städtischer Konkurrenz ausgesetzt ist, wird in der Bremer Münzgeschichte anschaulich deutlich. Im hohen Mittelalter ist das Recht, Münzen zu prägen, im Grundsatz ein königliches Vorrecht. Die tragende Rolle der Reichskirche kommt in den zahlreichen Münzrechtsverleihungen, vor allem an Bistümer und Abteien zum Ausdruck. Sie trugen dazu bei, die Kirche noch enger an den Thron zu binden. So war schon sehr früh, im Jahre 888 dem Bremer Erzbischof Rimbert das Münzrecht zusammen mit Markt- und Zollrecht verliehen worden. Materiell überliefert sind Bremer Münzen jedoch erst aus dem 11. Jahrhundert. Sie wurden ausschließlich weit östlich der Elbe und in Skandinavien gefunden und dienten offensichtlich in erster Linie dem Fernhandel nach dem Norden und Nordosten. Am Ort herrschte Natural- und Tauschwirtschaft vor. Die ältesten Münzen zeigen noch das Bild des Königs. Es folgen im 12. Jahrhundert Darstellungen der Erzbischöfe mit entsprechenden Umschriften. Die einzige Münze im hochmittelalterlichen Währungssystem ist der in Silber geschlagene Pfennig, lat. denarius. Die Rechnungseinheit Schilling enthält 12 Pfennige, 20 Schilling gehen rechnerisch auf eine Mark. Die Bremer Denare aus der ersten Hälfte des 11. Jahrhunderts wiegen knapp über ein Gramm und damit etwa drei Viertel des als Vorbild geltenden Kölner Pfennigs (1,61 g), zu dem auch die übrigen Pfennige der deutschen Prägestätten in festen Maßverhältnissen stehen.
Die Größe der Münzen nimmt in der Folgezeit erheblich zu, gleichzeitig verringern sich aber Münzgewicht (Schrot) und manchmal auch Feingehalt (reiner Silberanteil, Korn). Die Pfennige werden so dünn, dass sie nicht mehr beidseitig geprägt werden können, sondern auf der Rückseite des Silberblechs die Negativform des Münzbildes zeigen. Ein Hauptverbreitungsgebiet dieser Hohlpfennige oder Brakteaten ist Niedersachsen. Die Bremer Brakteaten sind dem Gewicht nach denen aus anderen Städten des Erzbistums, Stade, Hamburg, Lübeck und Lüneburg vergleichbar. Hieraus und aus den Fundorten wird die regionale Begrenzung des Umlaufs der jeweiligen Pfennigmünzen seit dem 12. Jahrhundert deutlich. Jeder Territorialherr schützte seine Währung durch Wechselzwang und nutzte so den einträglichen Geldwechsel zur Abschöpfung indirekter Steuern. Eine Andeutung von der Lukrativität dieser Geschäfte gibt die Verpfändung von Münze und Wechselbude an die Stadt Bremen. 125 Bremer Mark (etwa 17 Kilogramm Silber) waren dem in Geldnot geratenen Erzbischof Albert 1369 eine zunächst vierjährige Abtretung der Münzeinkünfte wert.
In diesen Jahren bürgerte sich unter dem Druck der von Westfalen einströmenden neuen Sorten ein differenzierteres Münzsystem ein. Die ältesten Schwaren, Sware, schwere Pfennige im Wert von drei Hohlpfennigen, sind wohl noch erzbischöflich. Die Schwaren wurden in großer Menge produziert, sie waren bis ins 15. Jahrhundert das alltägliche Bremer Währungsgeld. Der Groten zu fünf Schwaren wurde seit der ersten Hälfte des 15. Jahrhunderts in der städtischen Präge gemünzt und danach in großer Zahl auch unter Erzbischof Heinrich II. (1463–96). Denn 1469 endete die Münzpfändung an die Stadt und der Erzbischof prägte wieder selbst in Bremen. Erstmals ließ Heinrich Doppelgroten (vor 1485) und, wie fast alle seine Nachfolger, auch Goldgulden prägen. Zahl und Wert der Münzeinheiten nahmen weiter zu. Auch Erzbischof Johann III. führte zusätzliche Sorten ein: vierfache Groten (ab 1499), Guldengroschen (ein Vorläufer des Talers, 1511) und den Verding (eine viertel Mark). Nachdem sich während der Regierungszeit des Erzbischofs Christoph (1511–58) 1541 die Stadt das große kaiserliche Münzprivileg gesichert hatte, sind einige Taler seines Nachfolgers Georg die letzten in der Stadt geprägten Münzen des Landesherrn. Als außerbremische erzbischöfliche Münzstätte hat vor allem Bremervörde zu gelten. In der Nachfolge des Erzstifts prägte auch das zu Schweden gekommene Herzogtum Bremen-Verden eigene Münzen.
| Mark | Grote | Schwaren | Pfennige |
| ---- | ----- | -------- | -------- |
| 1    | 32    | 160      | 384      |
|      | 1     | 5        | 15       |
|      |       | 1        | 3        |

| Louisd’or | Taler | Grote | Schwaren |
| --------- | ----- | ----- | -------- |
| 1         | 5     | 360   | 1800     |
|           | 1     | 72    | 360      |
|           |       | 1     | 5        |

Anmerkung:
Mark und Louisd’or waren überwiegend Rechnungseinheiten, der Louisd’or war ab 18. Jahrhundert von Bedeutung.
Umrechnung ohne Berücksichtigung des Agios.

### Münzprägung unter städtischer Hoheit ab 1541

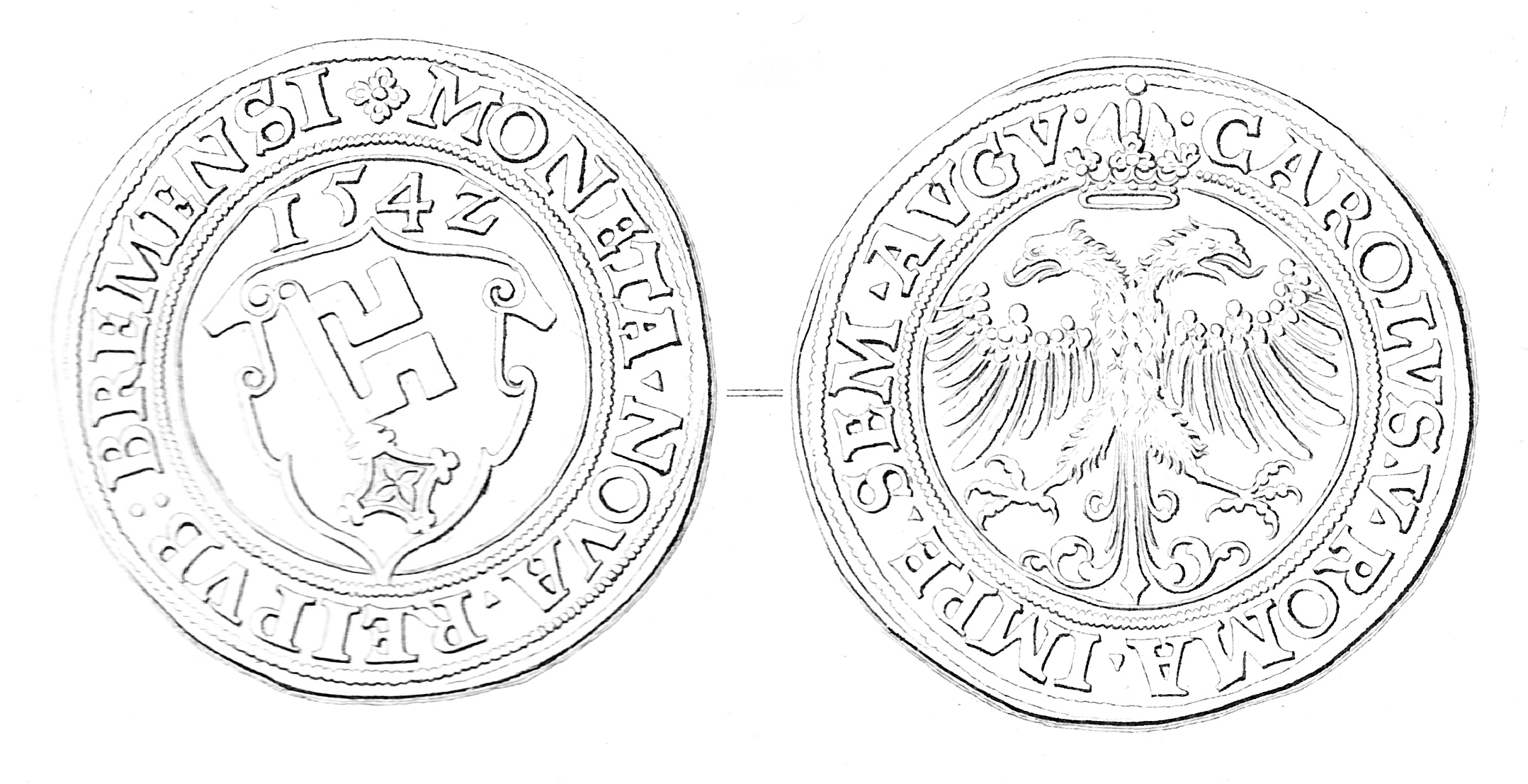
Taler der Stadt Bremen, Silber, 1542

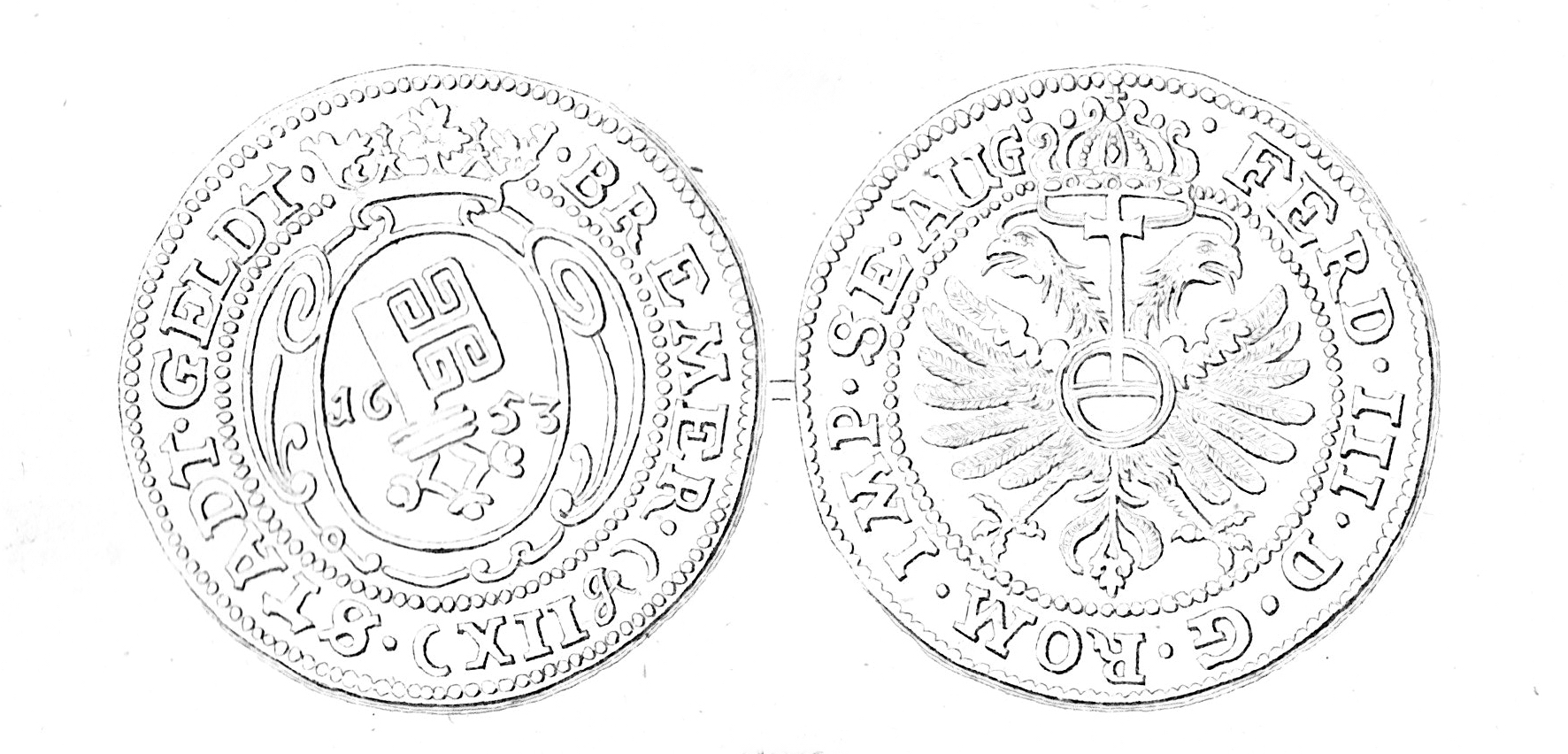
12 Grote, Silber, 1657

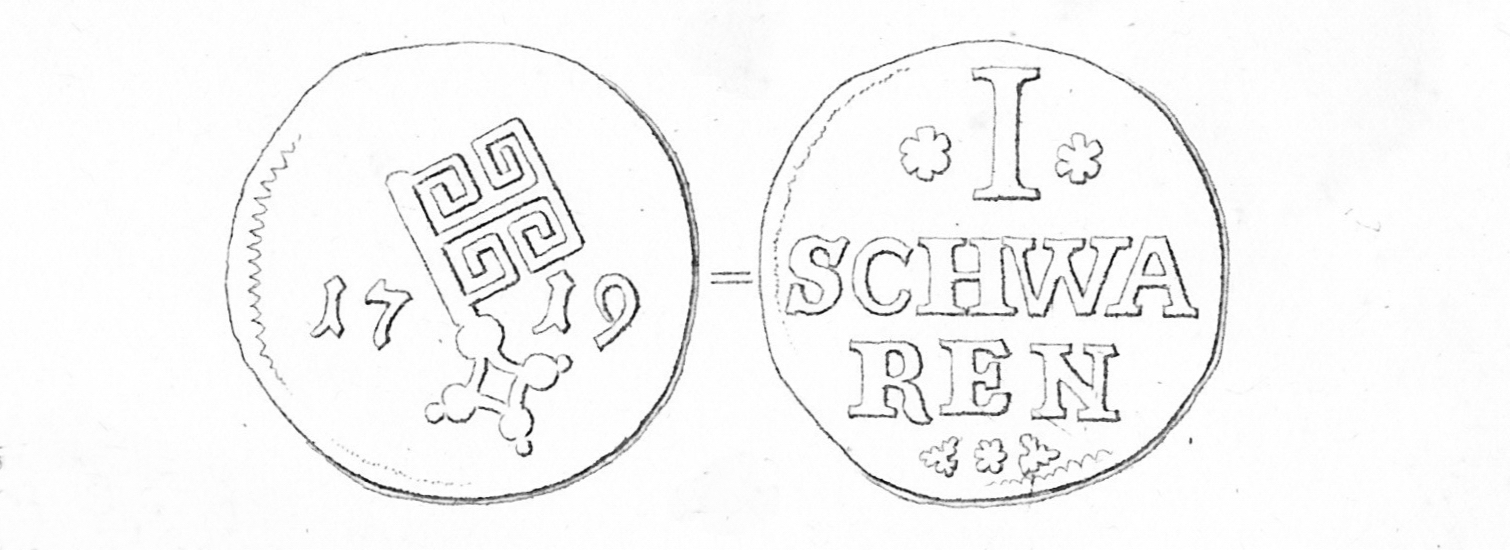
Schwaren, Kupfer, 1719

Als Münzstätte diente im 15. Jahrhundert die Münze (Munte) an der Ecke der Haken- und Langenstraße in der Altstadt. Von 1543 bis 1568 war Dietrich Fründ Münzmeister der Stadt Bremen. 1564 bzw. 1583 richtete die Stadt in der ehemaligen Komturei des Deutschen Ordens in Bremen seine Münzstätte ein. Der Münzhof erinnerte längere Zeit daran. Bis 1634 war die Münze verpachtet, die Münzmeister waren also in ihrer Ausführungsweise weitgehend selbstständige Unternehmer, die mit jeder Verschlechterung des Silbers Gewinn machten. Nach dem Verkauf der Komturei-Gebäude im Jahr 1808 besaß Bremen keine eigene Prägestätte.
Am 24. Mai 1541 erteilte Kaiser Karl V. der Stadt Bremen 1541 das Privileg, Münzen zu prägen und in Umlauf zu bringen. Nun wurden Goldgulden, Taler in verschiedenen Werten und andere Sorten nach der Reichsmünzordnung geprägt, ohne dass, wie auch sonst im Norden, deren Vorschriften im Detail eingehalten worden wären. Für den lokalen Zahlungsverkehr wurden weiterhin Grote und Sware geprägt. Die 2-Grote-Stücke entsprachen dem Groschen der Münzordnung des niedersächsischen Reichskreises, der die damals oberste Münzaufsicht übernommen hatte.
Bis auf Witten und Sware tragen die Bremer Münzen nun auf der Rückseite die Symbole des Reichs.
Durch die Vielzahl der umlaufenden Sorten und ihre, mit Tendenz zur Minderwertigkeit, ständig wechselnden Umrechnungen war das Münzwesen nicht nur in Bremen verworren und unsicher. Grundlage des Handels war der einigermaßen zuverlässig ausgemünzte Reichstaler. Als Notbehelf gegen die Geldverschlechterung anderer Münzen behalf man sich zwischen 1620 und 1636 damit, ältere, guthaltige Doppelschillinge fremder Währung mit einem Bremer Schlüssel mit einem Gegenstempel zu kennzeichnen. 1622 wurde endgültig der Taler auf 72 Grote festgesetzt. Grote und Schwaren blieben bis 1872 die gängigen bremischen Scheidemünzen.
Die in geringer Auflage geprägten Dukaten des 17. Jahrhunderts dienten lediglich der Repräsentation, für den Handelsverkehr war die Stadt völlig auf fremde Münzen angewiesen.
Wegen des Umlaufs minderwertigen Silbergeldes ging der Bremer Handel und die offizielle Geldpolitik im 18. Jahrhundert zur Goldwährung über und rechnete nach Louis d’or, einer auch Pistole genannten Goldmünze, die aber in Bremen selbst nie geprägt wurde. Ihr Gegenwert war etwa 5 Taler. Bremen schloss sich auch weder dem Dresdner Münzvertrag von 1838 an, der zur Vereinsmünze den preußischen Doppeltaler = 3 ½ süddeutsche Gulden deklariert hatte, noch dem Wiener Vertrag von 1857, der den leicht abgewandelten preußischen Taler zum Vereinstaler erklärte. Der Silbergehalt der „Thaler Gold“ von 1863 (zur Erinnerung an die Befreiung von den Franzosen 1813), 1865 (zum 2. Dt. Bundesschießen in Bremen) und 1871 (Friedensschluss) war wertmäßig dem Goldstandard genauer angepasst.

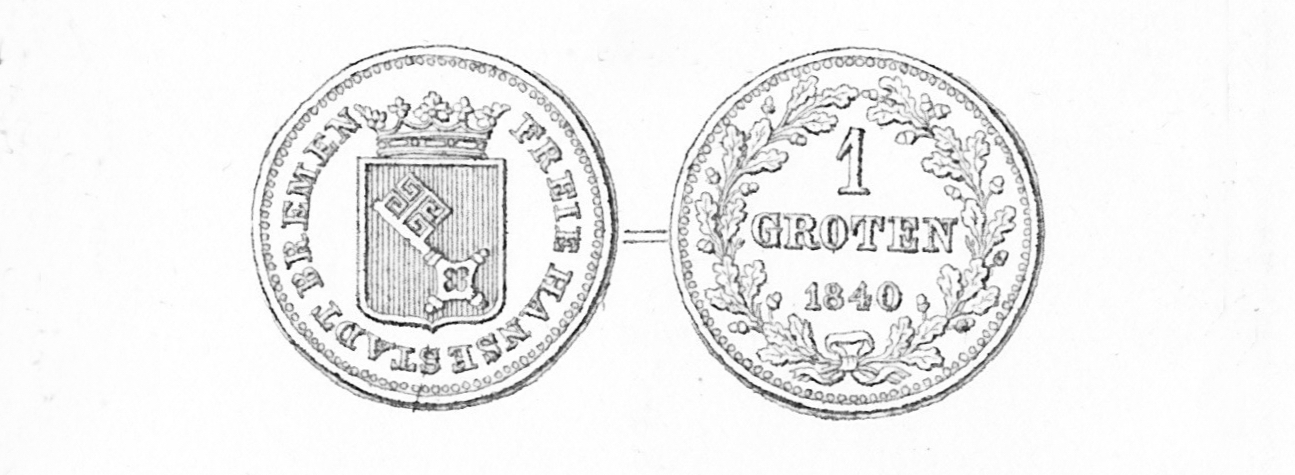
Bremer Groten von 1840, Silber

Von 1840 bis 1857 prägte die Silberfabrik von Heinrich Wilkens in Hemelingen die meisten bremischen Münzen, danach gingen die Aufträge nach Hannover. Am 1. Juli 1872 verlor Bremen seine Münzhoheit im Zuge der Gründung des Deutschen Kaiserreichs.

### In Bremen gebräuchliche Münzsorten
Diese Übersicht folgt der Chronologie des jeweils frühesten Auftretens jeder Sorte. Wenn nicht anders erwähnt, handelt es sich bis 1872 durchweg um Silbermünzen.
Der Pfennig (Denar), eine Silbermünze, wurde in Bremen vom 11. bis ins 14. Jahrhundert geprägt, zuletzt als Hohlpfennig (Brakteat). Sein Gewicht ging im Laufe dieser Jahre von 1,1 g auf weniger als 0,5 g zurück. Der dann aufkommende Schwaren wurde mit 3 Pfennigen berechnet. Seit dem späten 14. Jahrhundert in Bremen nicht mehr geprägt, war der Pfennig dennoch bis ins 15. Jahrhundert in Gebrauch, zumal er in anderen niedersächsischen Münzorten noch ausgegeben wurde.
Erst die Reichswährung von 1872 brachte den Pfennig als offizielle Scheidemünze bis zur Einführung des Euro wieder nach Bremen.
Der Witte wurde 1359/1389 sowohl vom Erzbischof, als auch bald darauf von der Stadt Bremen geprägt. 1387 sollte er einen Silbergehalt von 1,117 g haben und entsprach 2 Schwaren.
Ob der Scherf (5 Scherf = 1 Schwaren) in Bremen je als Münze geschlagen wurde, muss bezweifelt werden.
Der Schwaren („schwerer Pfennig“), mit ursprünglich etwa 1 Gramm Silbergewicht, wurde nach westfälischem Vorbild um 1370 erstmals auch in Bremen geprägt, sie blieben bis ins 15. Jahrhundert das gebräuchlichste Geld in der Stadt. Fünf Schwaren entsprachen einem Groten. 1719–1866 wurden sie nur noch in Kupfer ausgeprägt, 1872 ganz abgeschafft.
Der Groten (Plural: Grote), eine deutsche Nachahmung des gros tournois (dicker Pfennig von Tours) ersetzte in Bremen im 14. Jahrhundert den Pfennig als Hauptmünze und wurde hier von etwa 1428 an geschlagen. Er blieb bis 1872 in Gebrauch, doch sank sein Silbergehalt von 3,8 g im Jahre 1369 auf 0,24 g im Jahr 1840. Der halbe Groten wurde ab 1793 in Kupfer ausgeführt.
Mit dem Reichstaler, vor 1514 vom Erzbischof, 1542 von der Stadt erstmals geprägt, beteiligte sich Bremen an der Ausgabe dieser Geldsorte, die damals zur Haupthandelsmünze des Reichs wurde.
Die Mark, eine beliebte Rechnungseinheit für 32 Grote, wurde materiell in der Stadt Bremen nur 1614 und 1617 ausgegeben, auch Erzbischof Johann Friedrich ließ 1611 einmal solche Stücke („Bremer Marck“) schlagen. Erst 1872 wurde die Mark zur gebräuchlichen (Reichs-)Münze in Bremen.
Goldmünzen spielten im praktischen Handelsverkehr nur eine geringere Rolle. Doch städtisches und erzbischöfliches Repräsentationswollen war wohl oft ebenso Anlass für ihre Ausprägung wie wirtschaftliches Interesse. Die Erzbischöfe prägten Goldgulden ab 1463 und Johann Friedrich (1596–1634) als größte Bremer Goldmünze einen Portugaleser (nach portugiesischem Vorbild geschlagene 10-Dukaten-Münze). Auch die Stadt gab 1542 bis 1637 Goldgulden heraus und von 1640 bis 1746 ein paar hundert Dukaten. Im 18. Jahrhundert ging man dazu über, den (in Bremen nicht geprägten) Louisdor, auch „Pistole“ genannt, zur Grundlage des Handels im Großen zu machen. Ihm zur Seite trat im 19. Jahrhundert der Taler Gold. Da Bremen davon abgesehen keine eigenen Goldmünzen prägte, war die ideelle Goldwährung des 18. Jahrhunderts in Bremen ein Sonderfall der deutschen Münzgeschichte und bestimmte das Währungswesen bis zur Reichsgründung. Nur im Kleinverkehr rechnete man mit der Silberwährung des Reichstalers zu 72 Grote à 5 Schwaren.

### Reichs- und Bundesmünzen mit Bezug auf Bremen (ab 1872)
Nach 1872 waren nur noch Bremer Prägungen nach der Reichswährung möglich. So wurden 1904 für Bremen in Hamburg die 2-Mark-Stücke, 1906 die 5-Mark-Stücke in Silber und die 20-Mark-Stücke in Gold sowie 1907 die 10-Mark-Stücke in Gold geprägt.
Nach dem Ersten Weltkrieg erschienen als Münzen ab 1920 das 10-Pfennig-Stück in Eisen, das 50-Pfennig-Stück in Zink, ab 1921 das 25-Pfennig-Stück in Zink, ab 1925 die in Hamburg geprägten Verrechnungsmarken aus Aluminium zu 1-Mark und zu 10-, 20-, 50-Pfennig sowie aus Messing zu 2-Pfennig.
1927 kamen als Gedenkmünzen zum 100sten Jubiläum von Bremerhaven 3-Mark- (150.000 Stück) und 5-Mark-Münzen (50.000 Stück) in Silber heraus.
Das Bremer Wappen erscheint 1989, mit allen anderen Wappen der Bundesländer, auf einer Münze anlässlich der 40-Jahr-Feier der Bundesrepublik, als eine 10 Mark-Münze geprägt wurde.
Bisher haben sich neun Länder dazu entschieden eine Gedenkmünze der Bundesrepublik Deutschland als Gedenkzweier in Euro im Jahr 2010 auszugeben. 2010 wird eine Bundesländerserie mit der Freien Hansestadt Bremen fortgesetzt. Auf der Münze werden das Bremer Rathaus und der Bremer Roland abgebildet. Die Münze soll eine Auflage von 30.000.000 Stück haben.

### Bremer Notgeld

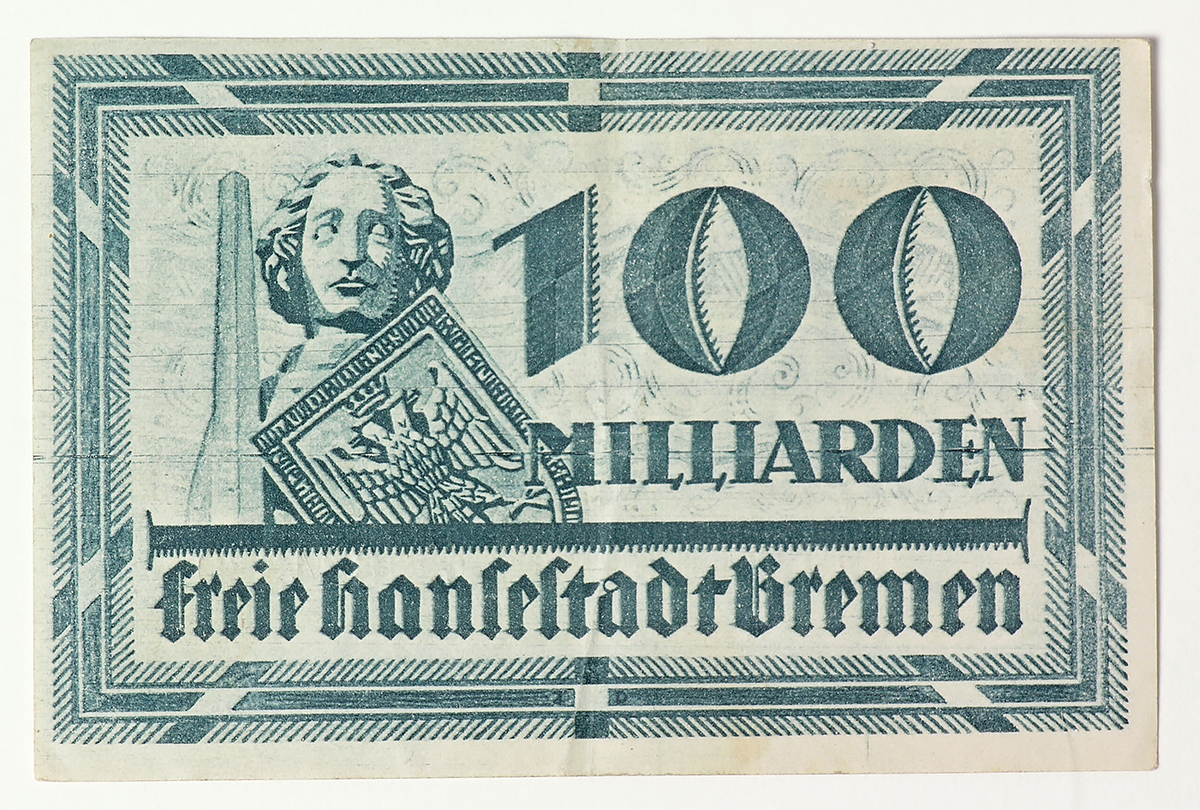
100 Milliarden Mark, Notgeldschein, Finanzdeputation Bremen, 9. November 1923

Die Kriegsfolgelasten hatten die Finanzkräfte des Deutschen Reichs und der Länder erschöpft, ihre Verschuldung stieg und mit ihr ein beschleunigter Banknotendruck, der Geldvermehrung und zugleich -entwertung auslöste.
Weil sich der Mangel an Reichsbanknoten ständig verschärfte, druckten deutsche Gemeinden überall in Deutschland eigene Zahlungsmittel. Auch in der Stadt Bremen war es ab 1917/18 nötig, den nicht mehr ausreichenden Münzumlauf durch Banknoten zu ergänzen. Die 1920/21 ausgegebene Kleinmünzen stellten sich bald als zu kostspielig in der Anschaffung heraus und wurden durch Papiergeld ersetzt.
Im Herbst 1922 steigerte sich der Inflationsanstieg exponentiell. An den Nominalwerten der in rascher Folge von der Bremer Finanzdeputation neu aufgelegten Geldscheine ist das abzulesen: September 1922: 500 Mark, November 1922: 1000 Mark, August 1923: 2 Millionen, September 1923: 200 Millionen, Oktober 1923: 20 Milliarden, November 1923: 100 Milliarden.
Nicht nur die staatliche Bremer Finanzdeputation ließ Papiergeld drucken, auch Kreditinstitute, Unternehmen und Veranstalter nahmen mit Bankanweisungen und Gutscheinen am Geldverkehr teil.
Die unausweichliche Währungsreform hatte Bremen im Oktober 1923 in beschränktem Umfang vorweggenommen, indem es den „Bremer Dollar“ herausgab. Diese Währung bestand zwar auch nur aus Papier, war aber, anders als das inflationäre „Notgeld“ auf Reichsmarkbasis wertbeständig durch Devisen gedeckt, die durch den Bremer Außenhandel hereinflossen. Am 15. November 1923 beendete die Rentenmark die Talfahrt der deutschen Mark. Auch die nur wenige Monate umlaufenden „Verrechnungsmünzen“ aus Aluminium von 1924 beruhten auf der Dollarwährung.

## Bremische Numismatik
Die 1870 in den Besitz von Bremen übergegangene Schellhaß’sche Münzsammlung wurde von dem Kaufmann Hermann Jungk (1834–1902) geordnet; dabei wurden alle 1.218 Münzen von Bremen, die bis 1875 geprägt wurden, von ihm detailliert beschrieben, dazu auch die bremischen Medaillen. Die Sammlung wurde im Bremer Gewerbe-Museum von 1873 in der Kaiserstraße (heute Bürgermeister-Smidt-Straße) ausgestellt. Das Gewerbemuseum wurde 1925 in das Focke-Museum eingegliedert. Die Münzsammlung ist dort ergänzt worden und erhalten geblieben.
Die Bremer Münzgeschichte ist auch ein Tätigkeitsschwerpunkt der Bremer Numismatischen Gesellschaft e. V., die eine eigene Schriftenreihe herausgibt.

## Nachweise
1. ↑  Jungk, Bremische Münzen, S. 109 ff.
2. ↑  Ludwig Beutin: Bremisches Bank- und Börsenwesen seit dem XVII. Jahrhundert, in: Abhandlungen und Vorträge  herausgegeben von der Bremer Wissenschaftlichen Gesellschaft, Jgg. 10, Heft 1, 1937, S. 13–15.
3. ↑  Alfred Löhr: Geldnot und Notgeld in Bremen (Blog des Focke-Museums Bremen vom März 2023): hier
4. ↑  Zur Währungsgeschichte der Inflationszeit in Bremen: Friedrich Wilhelm Böving: Über den Bremer Dollar und anderes wertbeständiges "Notgeld". In: Numismatisches Nachrichtenblatt 29, 1980, S. 270-283. - Rudolf Wilhelmy: Geschichte des deutschen wertbeständigen Notgeldes von 1923/1924. Diss. Berlin, 1962, S. 53–54.
 Münzkatalog: Dietrich Schmidtsdorff: Bremer Notmünzen und Marken (=Bremer Beiträge zur Münz- und Geldgeschichte, Bd. 2), Bremen 1999, S. 110-113, 208-210, 230-232. - Papiernotgeld-Katalog: Kai Lindman: Das Bremer Notgeld,  kkk-Verlag Sassenburg, ISBN 3-927828-01-7. - Siehe auch die unter Bremer Dollar angegebene Literatur.